# Maracharahalli, Koratagere
Maracharahalli là một làng thuộc tehsil Koratagere, huyện Tumkur, bang Karnataka, Ấn Độ.